# Punkt Widzenia OSW
Punkt Widzenia Ośrodka Studiów Wschodnich – polska seria wydawana od 2006 roku poświęcona stosunkom międzynarodowym. Wydawcą jest Ośrodek Studiów Wschodnich. Poszczególne książki z serii mają charakter monograficzny. Obecnie są wydawane w języku polskim oraz w języku angielskim. 